# Wilhelm Habbes

Wilhelm Habbes

Wilhelm Habbes (* 13. März 1896 in Afferde; † 1948 ebenda) war ein deutscher Politiker (NSDAP) und SS-Führer.

## Leben und Wirken
Nach dem Besuch des evangelischen Pädagogiums in Godesberg meldete Wilhelm Habbes sich 1914 als Kriegsfreiwilliger zum Ersten Weltkrieg, in dem er es bis zum Leutnant der Feldartillerie brachte. Nach seiner Rückkehr aus dem Krieg ließ er sich 1919 als Landwirt nieder. Später studierte er an der Universität Jena und an der Landwirtschaftlichen Hochschule zu Bonn. Nach dem Abschluss seines Examens als Diplom-Landwirt übernahm er seinen eigenen Hof.
Zum 1. Dezember 1931 trat Habbes der NSDAP bei (Mitgliedsnummer 754.644). Für diese übernahm er nach der Machtergreifung der Nationalsozialisten Aufgaben als „Landesbauernführer“ in Westfalen, als „Gauamtsleiter“ und 1935 bis 1945 im Preußischen Provinzialrat in Westfalen. Zudem war er Vorstandsmitglied des Landbundes und Hauptabteilungsleiter III der bäuerlichen Selbstverwaltung der Provinz Westfalen. Habbes war auch Mitglied der SS, in der er den Rang eines Standartenführers erreichte (SS-Nummer 276.589).
April 1933 bis zu seiner Auflösung drei Monate später war er Mitglied im Provinziallandtag der Provinz Westfalen und im Preußischen Staatsrat. Von November 1933 bis zum Ende der NS-Herrschaft im Frühjahr 1945 saß Habbes als Abgeordneter für den Wahlkreis 18 (Westfalen Süd) im nationalsozialistischen Reichstag.

## Schriften
- Reichsnährstand. Die Landesbauernschaft Westfalen. Münster s. a. [1935]